# Okocimski KS Brzesko
Okocimski KS Brzesko (offiziell Okocimski Klub Sportowy Brzesko) ist ein polnischer Sportklub aus der Stadt Brzesko, Woiwodschaft Kleinpolen.

## Geschichte

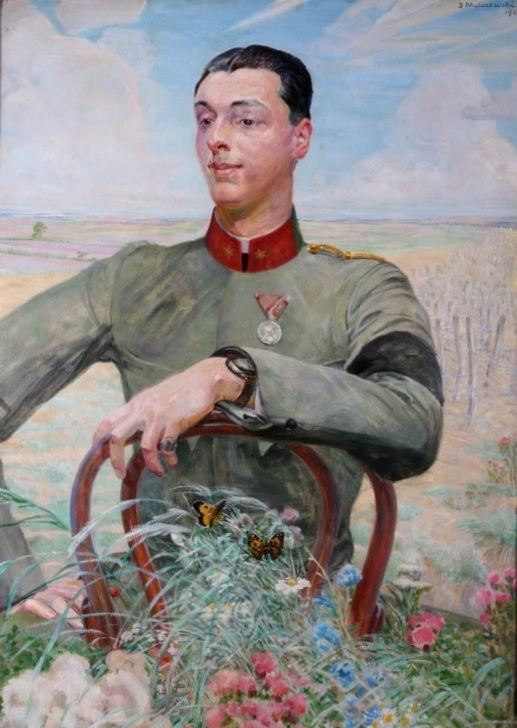
Porträt des ersten Präsidenten Goetz-Okocimski (1917)

Der Verein wurde am 6. September 1933 unter dem Namen Okocimski Klub Narciarski gegründet. Der erste Präsident war der Industrielle und Politiker Antoni Jan Goetz-Okocimski, der ab 1930 auch Besitzer der Okocim Brauerei war. Seitdem ist der Verein sehr stark mit der Brauerei verbunden. Aufgrund dieser Verbundenheit ist der Klub auch unter dem Namen Piwosze (dt.: Trinker) bekannt. Zu Beginn kümmerte sich der Verein vor allem um den Skisport und den dadurch entstehenden Tourismus. Dann fing der Verein an neue Abteilungen zu bilden: Fußball, Leichtathletik, Tennis, Tischtennis, Volleyball, Hockey und Schach. Nach dem Zweiten Weltkrieg wurde der Verein in Spójnia Brzesko umbenannt. Nach einer weiteren Umbenennung in Sparta Brzesko, wurde der Klub schließlich am 16. Februar 1957 in den heutigen Vereinsnamen Okocimski KS Brzesko umbenannt.

## Fußballabteilung

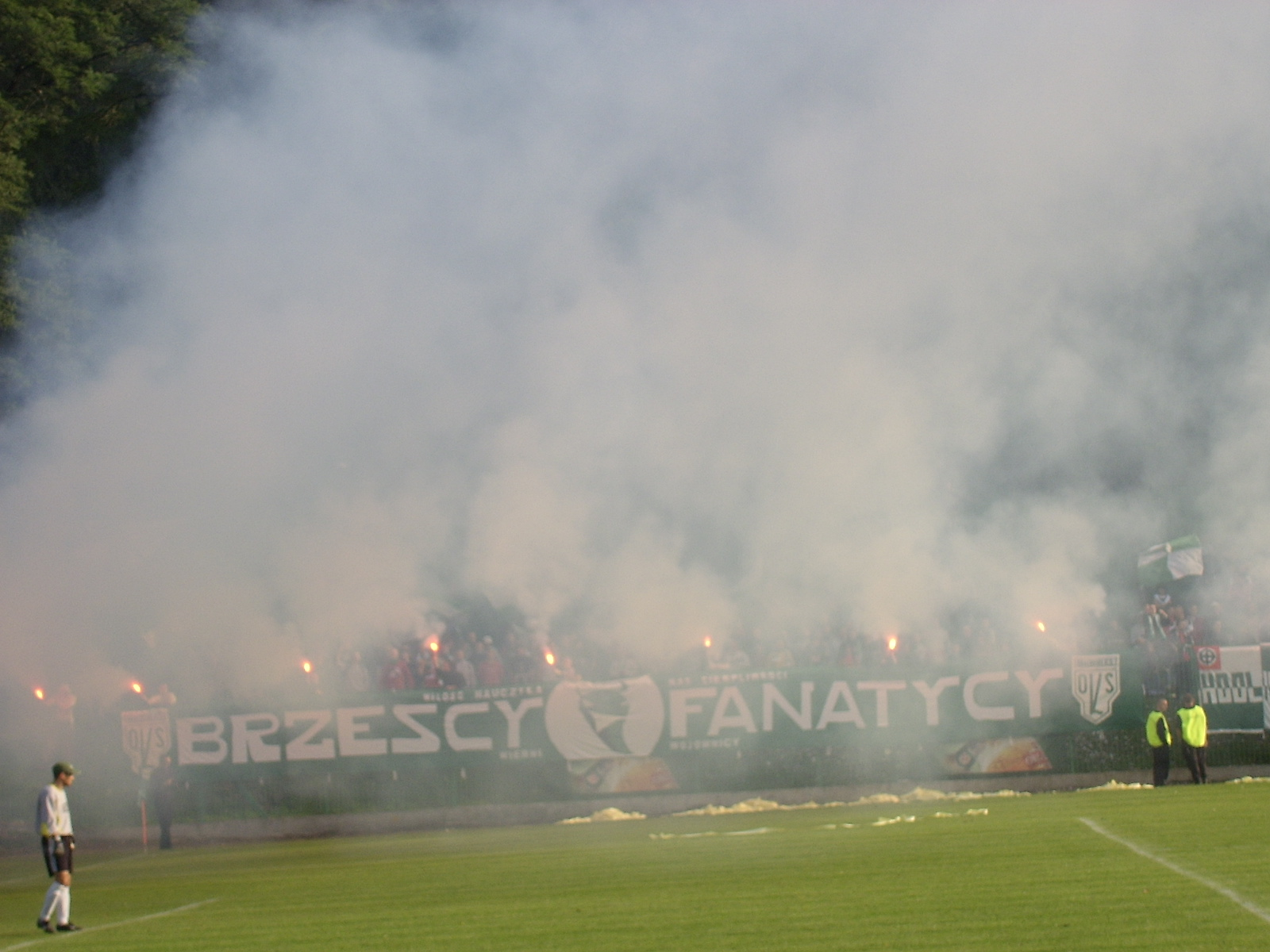
Fans von Okocimski KS Brzesko während eines Spiels mit Lech Posen (2005)

Der größte Erfolg des Vereins waren der vierte Platz in der zweiten Liga in der Saison 1994/95 und die Achtelfinaleinzüge im polnischen Pokal in der Saison 1950/51 und 1995/96. Zu Beginn des 21. Jahrhunderts spielte der Verein jedoch nur in der vierten Liga. In den nächsten Jahren konnte der Verein jedoch in die dritte Liga aufsteigen (2006), sich mehrmals für den polnischen Pokal qualifizieren und dreimal das Sechzehntelfinale erreichen (2005/06, 2006/07, 2009/10). Die Saison 2011/12 war für den Verein eine der erfolgreichsten der Geschichte. Der Verein dominierte die zweite Liga (Gruppe Ost), setzte sich zum Schluss als Tabellenerster mit 71 Punkten und damit sechzehn Punkten Vorsprung vor dem Zweiten OKS Stomil Olsztyn durch und stieg in die zweite Liga auf. Außerdem erreichte der Verein im polnischen Pokal wieder das Sechzehntelfinale, wo man aber am späteren Meister Śląsk Wrocław scheiterte. Obwohl der Verein die Saison 2012/13 nur auf dem 15. Platz beendete und somit sportlich abgestiegen wäre, verblieb der Klub in der 1. Liga, da der Erstligaabsteiger Polonia Warschau keine Lizenz für die 1. Liga bekam. Eine Saison später konnte jedoch auch am grünen Tisch nicht mehr der Abstieg in die 2. Liga abgewendet werden. In der Saison 2015/16 zog sich der Verein nach der Hinrunde zurück und startete in der folgenden Saison in der sechstklassigen Liga okręgowa. Zurzeit (Stand: 2019) spielt der Verein in der fünftklassigen 4. Liga.

### Erfolge
- 4. Platz in der zweiten Liga: 1995
- Achtelfinaleinzug im Polnischen Pokal: 1951, 1996

### Bekannte ehemalige Spieler
- Tomasz Metz
- Piotr Stawarczyk
- Łukasz Szczoczarz
- Dariusz Żuraw

## Volleyballabteilung
Die Volleyballer spielten jahrelang nur auf regionaler Ebene in Polen. In der Saison 1993/94 stieg der Verein in die dritte Liga auf, nachdem man die Endrunde in Oppeln gewinnen konnte. In der Saison 1998/99 schaffte der Verein dann den Aufstieg in die zweite Liga, musste jedoch nach einem Jahr schon wieder den Gang in die Drittklassigkeit antreten. Seitdem spielt der Verein in der dritten Liga und musste sich schon des Öfteren gegen den Abstieg wehren. Bekanntester Volleyballer, der in der Jugend im Verein spielte, ist Paweł Ignacok, der mit AZS Częstochowa 1993 in der ersten Liga Meister wurde.